# Козлов Андрій Іванович
Андрі́й Іва́нович Козло́в (1 жовтня 1905 , Макіївка, Область Війська Донського  — невідомо ) — український державний діяч, радянський військовий діяч. Депутат Верховної Ради УРСР першого скликання (1938—1947).

## Біографія
Народився 1 жовтня 1905 року в родині робітника-коваля в місті Макіївка, тепер Донецька область, Україна. Батько більше 40 років працював ковалем на Макіївському труболиварному заводі, учасник Першої світової війни, помер у грудні 1917 року від холери.
З 1917 року, після закінчення чотирьох класів церковноприходської школи, почав працювати посильним у скупщика хліба на станції Кутейникове. У 1920 році вступив до комсомолу.
У 1920—1925 роках працював чорноробом, учнем та помічником слюсаря, слюсарем з поточного та середнього ремонту паровозів, а з 1925 по вересень 1927 року — другим та першим помічником машиніста паровоза на залізничних станціях Кутейникове та Іловайськ на Донбасі. Обирався секретарем комсомольського осередку паровозного депо, секретарем комсомольської організації транспортного вузла, інструктором праці молоді.
Член ВКП(б) з лютого 1927 року.
У жовтні 1927 — жовтні 1929 року — у Червоній армії, служив старшим військовим залізничником (машиністом паровозу бронепотяга) у 4-му Двічі Червонопрапорному залізничному полку Українського військового округу (УВО) у Києві.
Після демобілізації у 1929 році працював машиністом паровозного депо станції Іловайськ.
У грудні 1929 — травні 1931 року навчався на курсах із підготовки до вузу, в Київському інституті інженерів залізничного транспорту та в новоствореному Харківському автодорожному інституті.
У травні 1931 року по партійній мобілізації направлений на навчання в 11-ту військову школу пілотів (11 ВШП) УВО в Луганську, після закінчення отримав звання військового пілота. У травні 1932—1937 роках — пілот-інструктор, старший пілот-інструктор 11 ВШП. З 1937 року — комардир ланки, у травні 1937 — червні 1938 року — військовий комісар ескадрильї 11 ВПШ.
26 червня 1938 року обраний депутатом Верховної Ради УРСР по Лугансько-Станичній виборчій окрузі № 298 Ворошиловградської області.
У липні — грудні 1938 року — військовий комісар 60-го швидкісного бомбардувального авіаційного полку Харківського військового округу (ХВО).
У грудні 1938 — червні 1939 року — слухач Вищих військово-політичних курсів ЦК ВКП(б) при ГоловПУ РСЧА, Москва-Перхушково.
У червні 1939 — травні 1940 року — військовий комісар легкобомбардувальної бригади Харківського військового округу. У грудні 1939 — березні 1940 року бригада брала участь у бойових діях проти Фінляндії у складі 1-ї та 15-ї армій.
З червня 1940 року слухач основного командного факультету Військово-Повітряної академії Червоної армії, після реорганізації академії разом з факультетом переведений у Академію командного та штурманського складу Військово-повітряних сил Червоної армії (ВПС ЧА), яку закінчив 2 січня 1942 року.
У січні — липні 1942 року — військовий комісар оперативного управління ВПС ЧА.
1 серпня — 5 жовтня 1942 року — помічник члена Військової Ради ВПС ЧА при 8-й Повітряній армії Сталінградського фронту.
5 жовтня 1942 — червень 1943 року — військовий комісар, заступник командира по політчастині 2-ї авіадивізії особливого призначення ВПС ЧА.
Червень 1943 — липень 1944 року — заступник командира по політчастині 277-ї штурмової авіадивізії Ленінградського фронту.
З 15 червня 1944 року — помічник командувача ВПС Київського військового округу, Київ.

## Військові звання
- лейтенант (1935)
- капітан (1936)
- полковий комісар (20.06.1939)
- полковник (20.12.1942)

## Нагороди
- орден Червоного Прапора (31.01.1945)
- орден Вітчизняної війни 1-го ступеня (1945)
- два ордени Червоної Зірки
- медалі, у тому числі «За оборону Ленінграда» (1943), «За оборону Сталінграда» (1943).